# Phellinus repandus
Phellinus repandus är en svampart som först beskrevs av Lee Oras Overholts, och fick sitt nu gällande namn av Robert Lee Gilbertson 1972. Phellinus repandus ingår i släktet Phellinus och familjen Hymenochaetaceae.   Inga underarter finns listade i Catalogue of Life.